# تورشتاین اندرسن آسه
تورشتاین اندرسن آسه (انگلیسی: Torstein Andersen Aase؛ زادهٔ ۲۴ اکتبر ۱۹۹۱) بازیکن فوتبال اهل نروژ است که در پست یک مهاجم برای لین بازی می‌کند.  او در تیم جوانان نوردسترند بازی فوتبال را شروع کرد و اولین بازی خود را در تیم بزرگسالان قبل از ۱۵ سالگی انجام داد.